# Bulevardul Ion C. Brătianu, București
Bulevardul Ion C. Brătianu din București este situat în sectorul 3 și leagă Piața Universității de Piața Unirii. Bulevardul traversează de la nord la sud centrul istoric al Bucureștiului pe care îl împarte în două părți aproximativ egale. 

## Descriere
Bulevardul are opt benzi (patru pe fiecare sens) și, aproximativ la jumătatea traseului său, cele două benzi laterale de pe fiecare sens coboară către Pasajul Unirii, care iese dincolo de marginea de sud a pieței Unirii în cele patru benzi centrale ale bulevardului Dimitrie Cantemir.

## Istoric
Bulevardul a luat naștere între anii 1936-1943, ca urmare a adoptării „Planului director de sistematizare al Bucureștilor” din anul 1936. Acest plan a pus în aplicare o idee mai veche, aceea de a prelungi Strada Colței, devenită actualul bulevard Ion C. Brătianu, până la piața ce se formase la poalele dealului Mitropoliei. Ultima porțiune a noii artere, între Piața Sfântul Gheorghe și Piața Unirii, a fost inaugurată la 27 noiembrie 1943.
Numele bulevardului a fost schimbat de mai mule ori: inițial s-a numit Albert I, apoi Constantin Brâncoveanu, Ion C. Brătianu. În perioada comunistă a purtat numele de Bulevardul 1848 apoi, după anul 1989, și-a reluat numele anterior: Ion C. Brătianu.

## Monumente istorice și clădiri
Pe bulevardul Ion C. Brătianu se găsesc o serie de clădiri și monumente istorice, precum Palatul Suțu, Biserica „Trei Ierarhi” - Colțea, Spitalul Colțea, Statuia spătarului Mihail Cantacuzino, Biserica „Sf. Gheorghe Nou”, Statuia lui Constantin Brâncoveanu și Biserica Bărăția. Pe traseul bulevardului s-a aflat pe vremuri Turnul Colței.

## Galerie de imagini

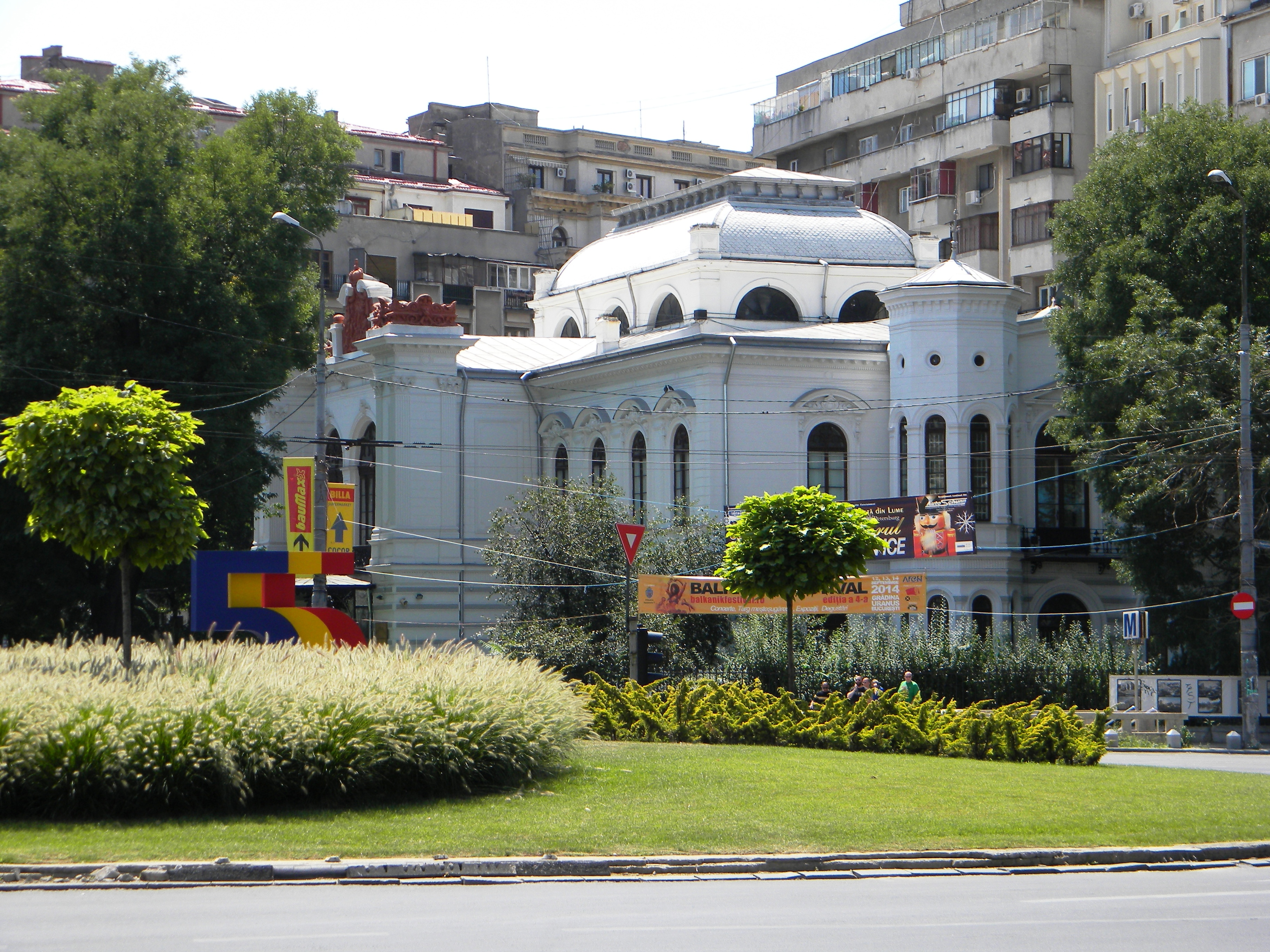
Palatul Suţu
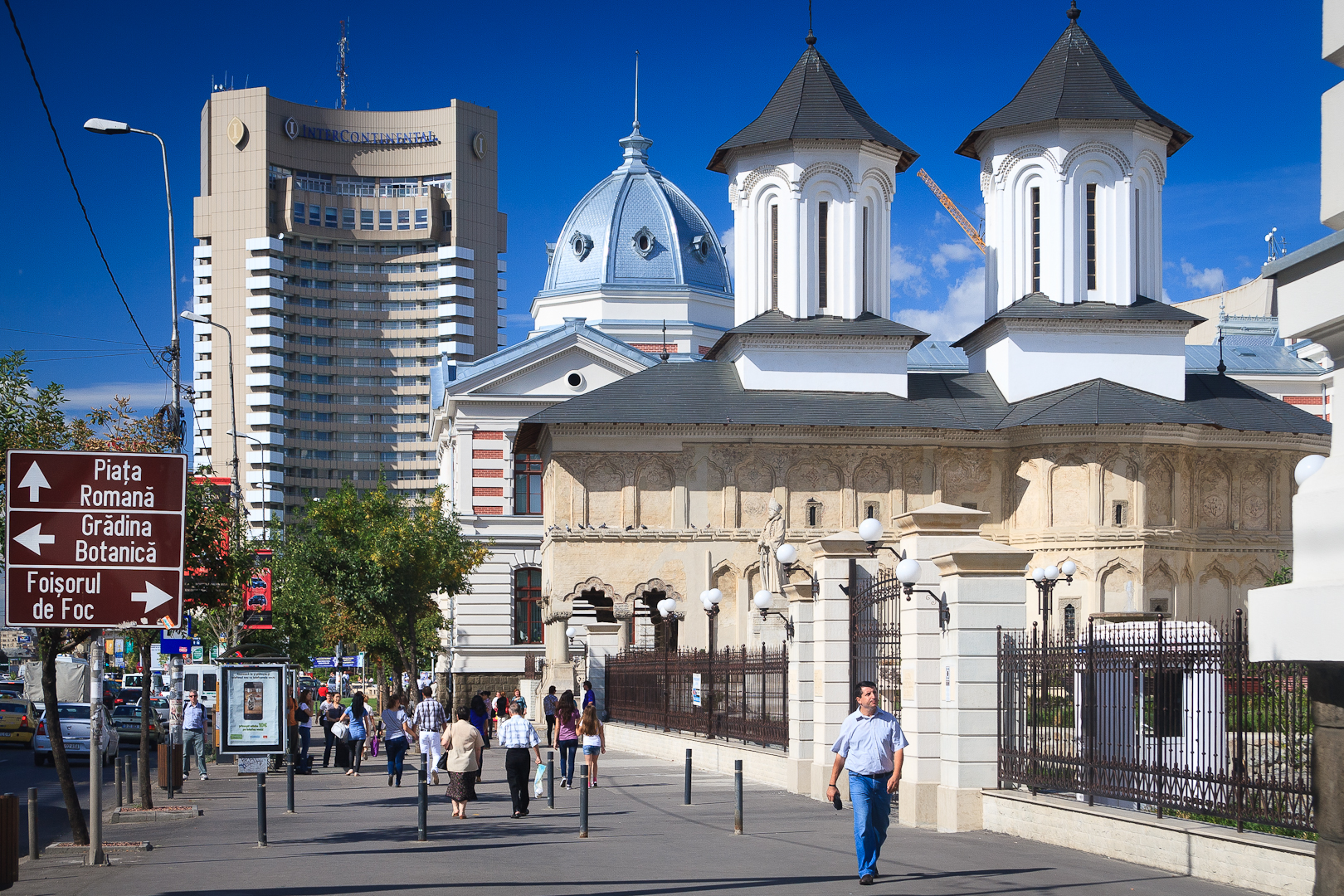
Biserica „Trei Ierarhi” - Colțea
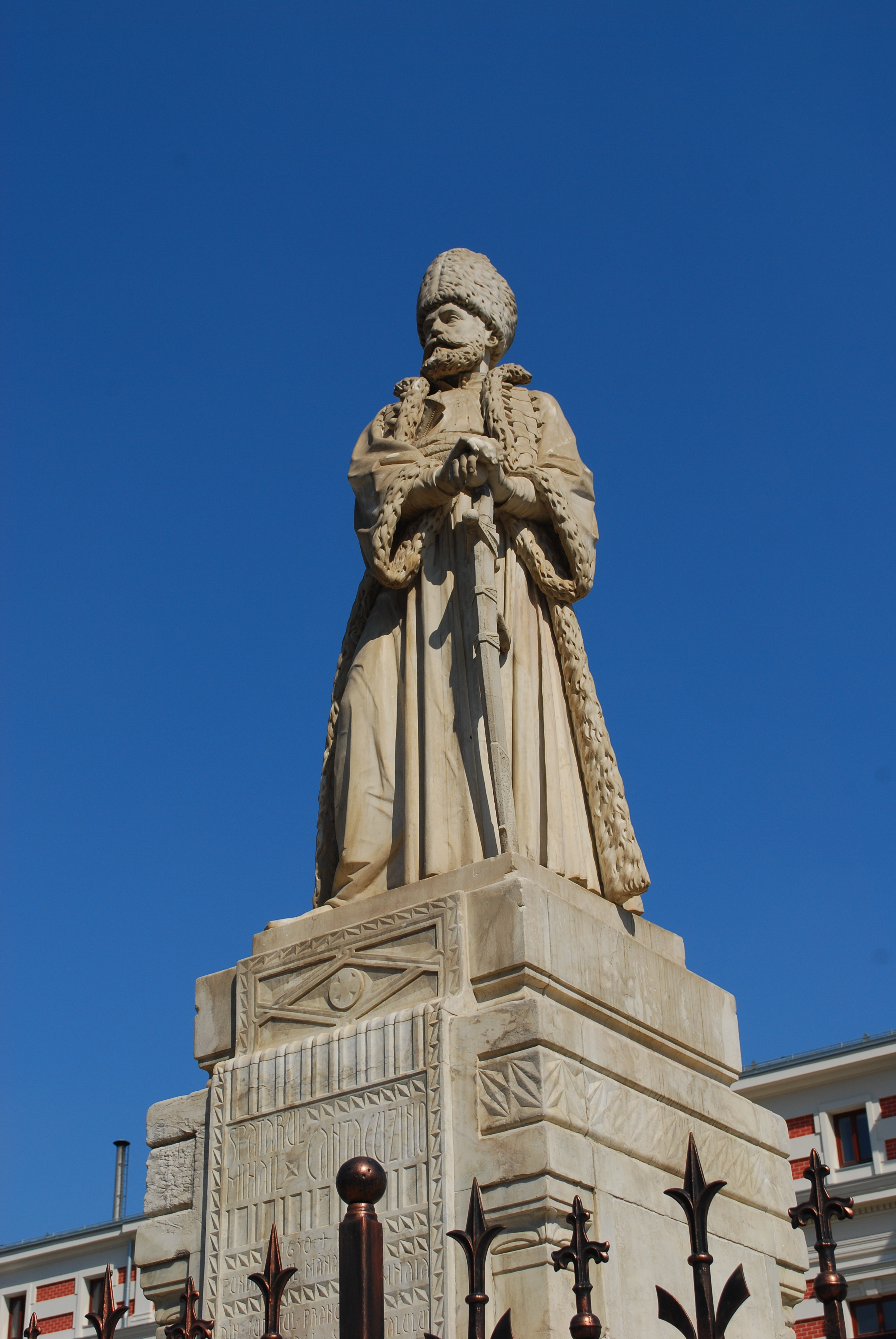
Statuia spătarului Mihail Cantacuzino
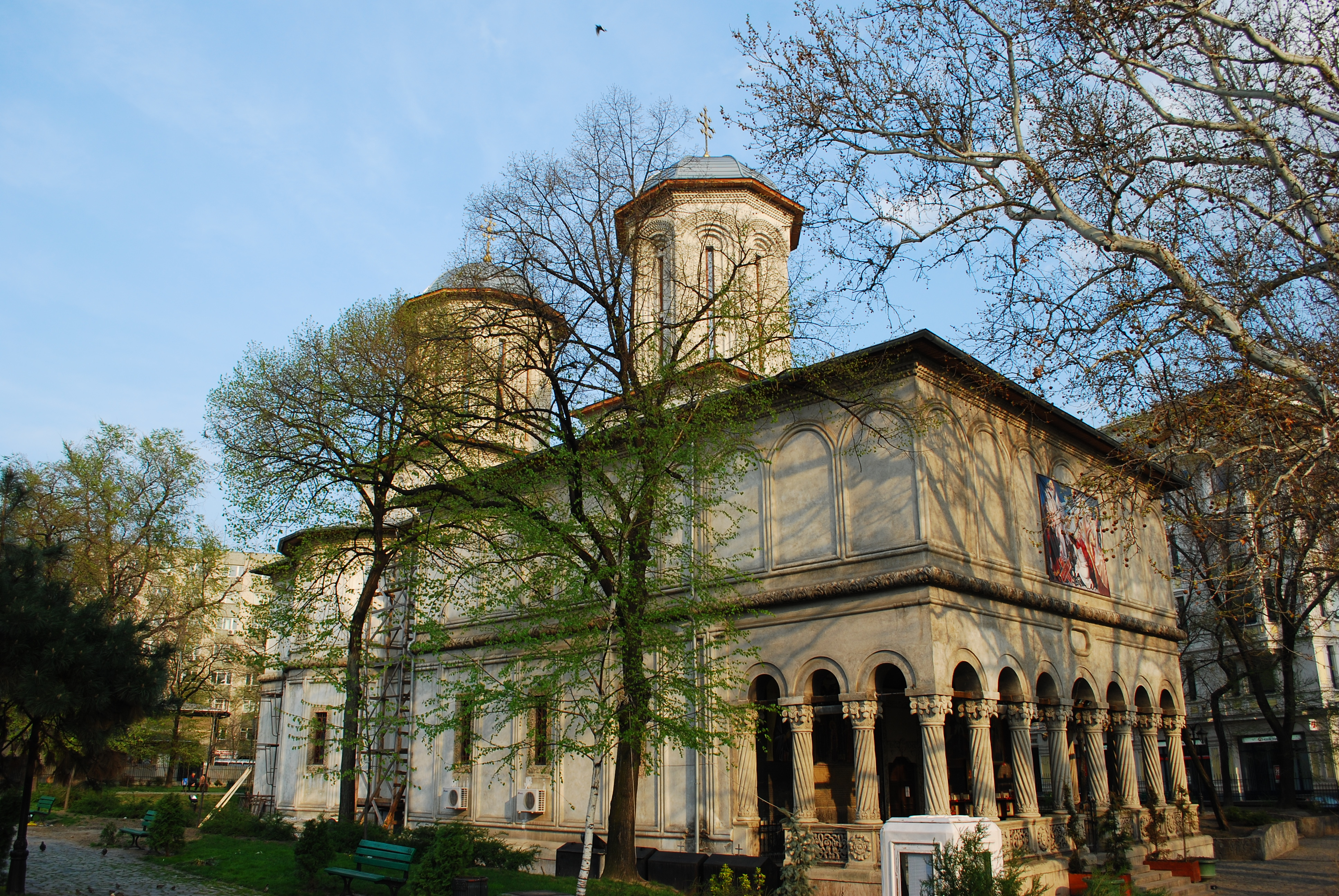
Biserica Sfântul Gheorghe Nou
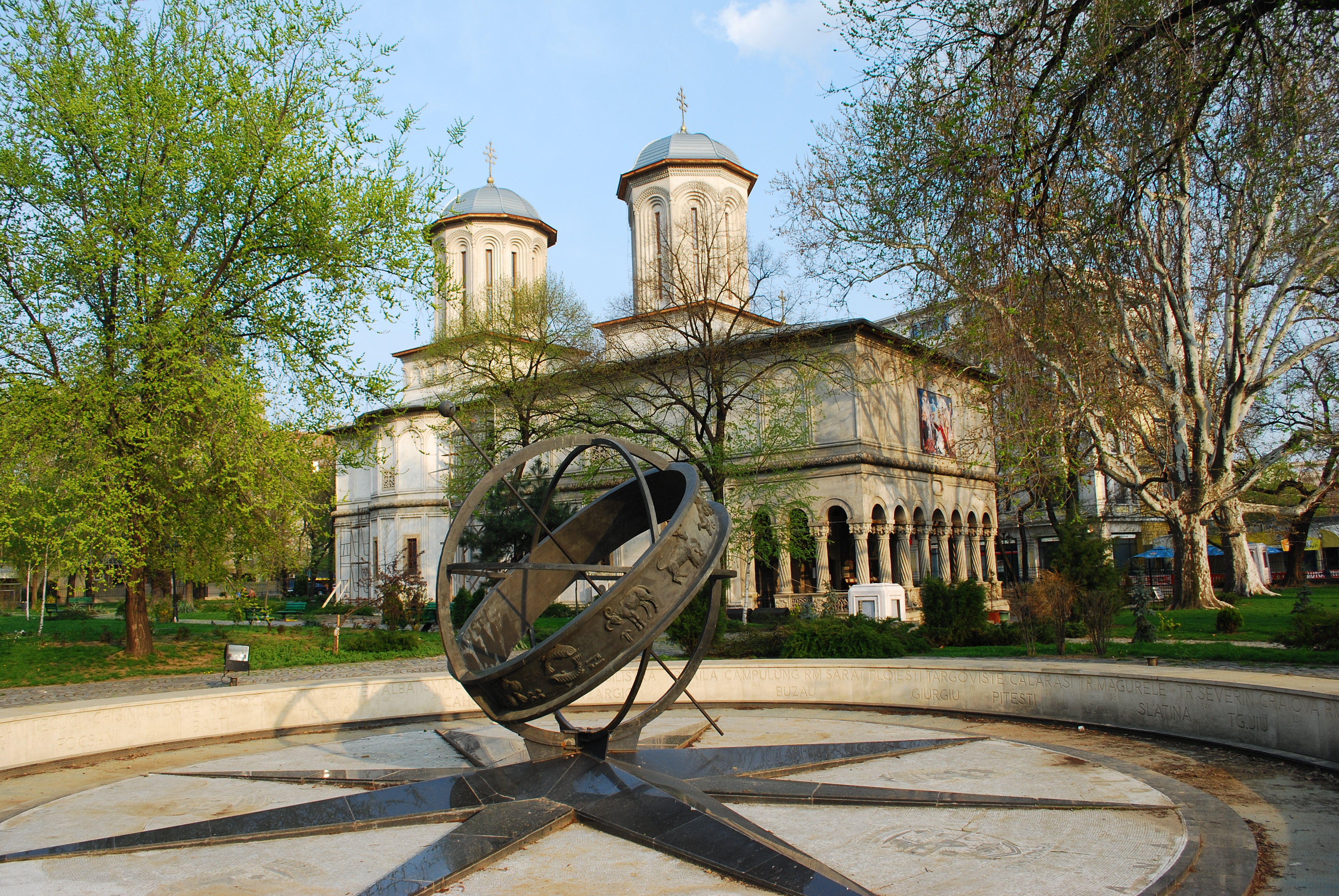
Monumentul Km „O”
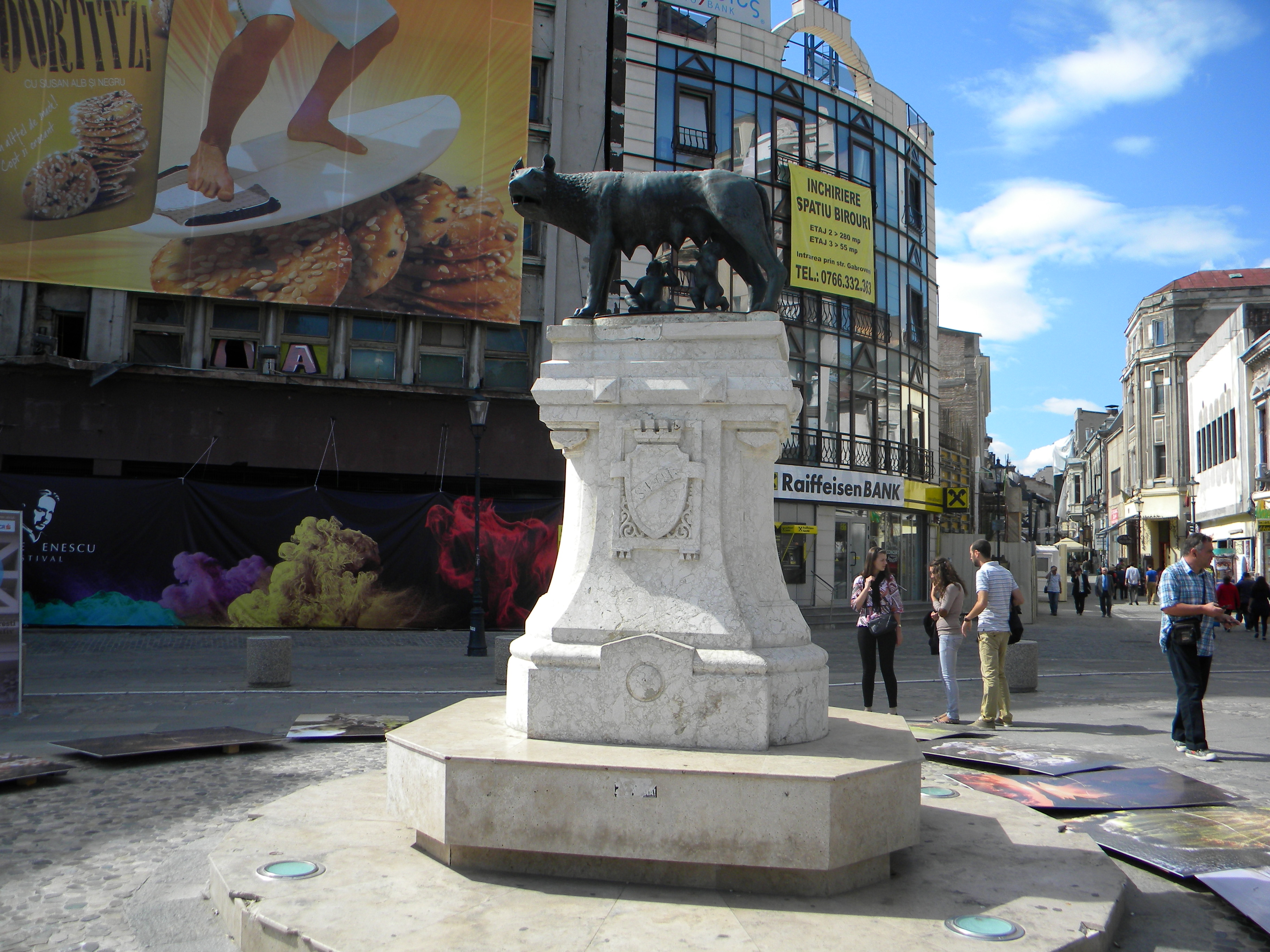
Statuia Lupoaicei
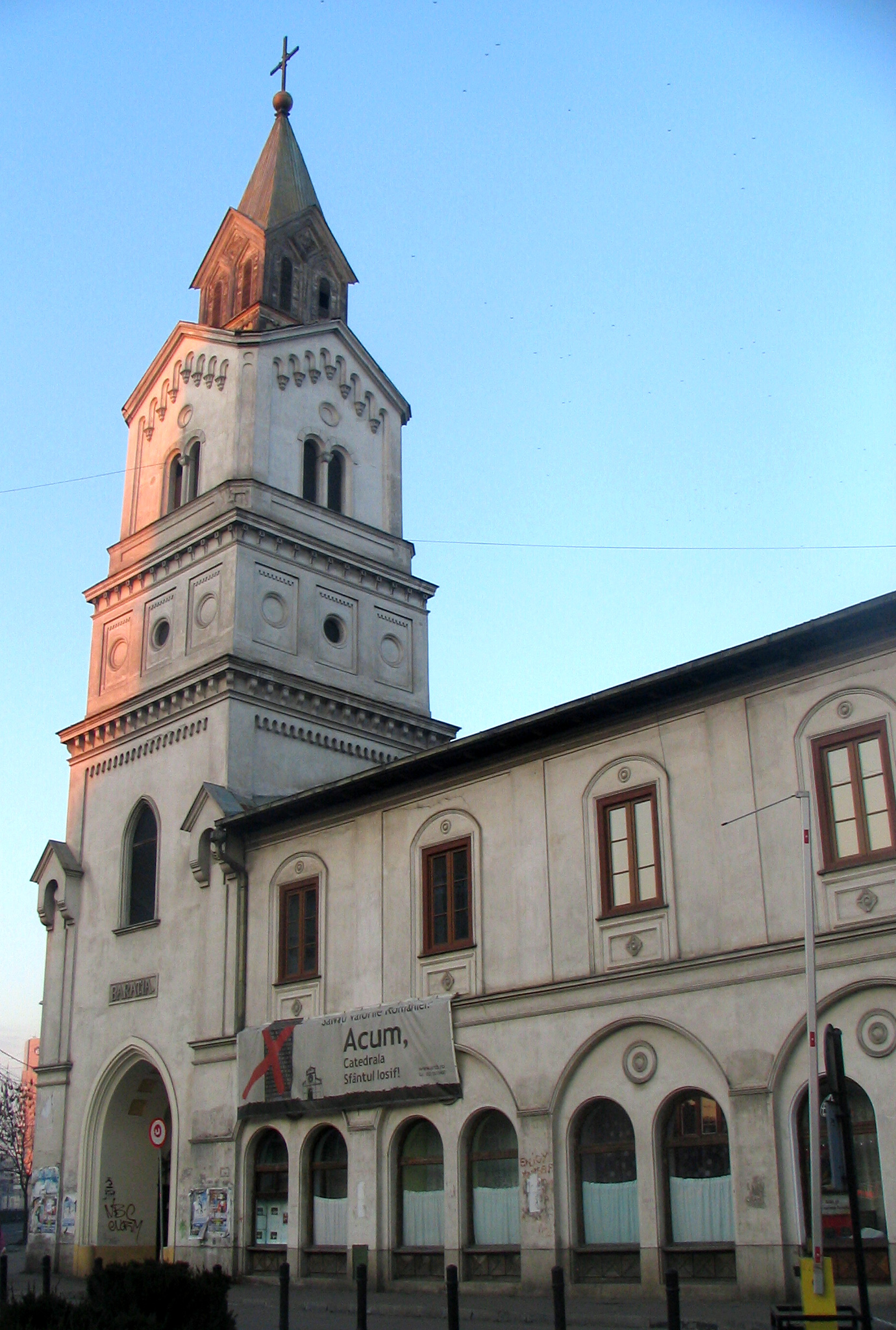
Biserica Bărăția
Gongul Thaliei din Piața Timpului
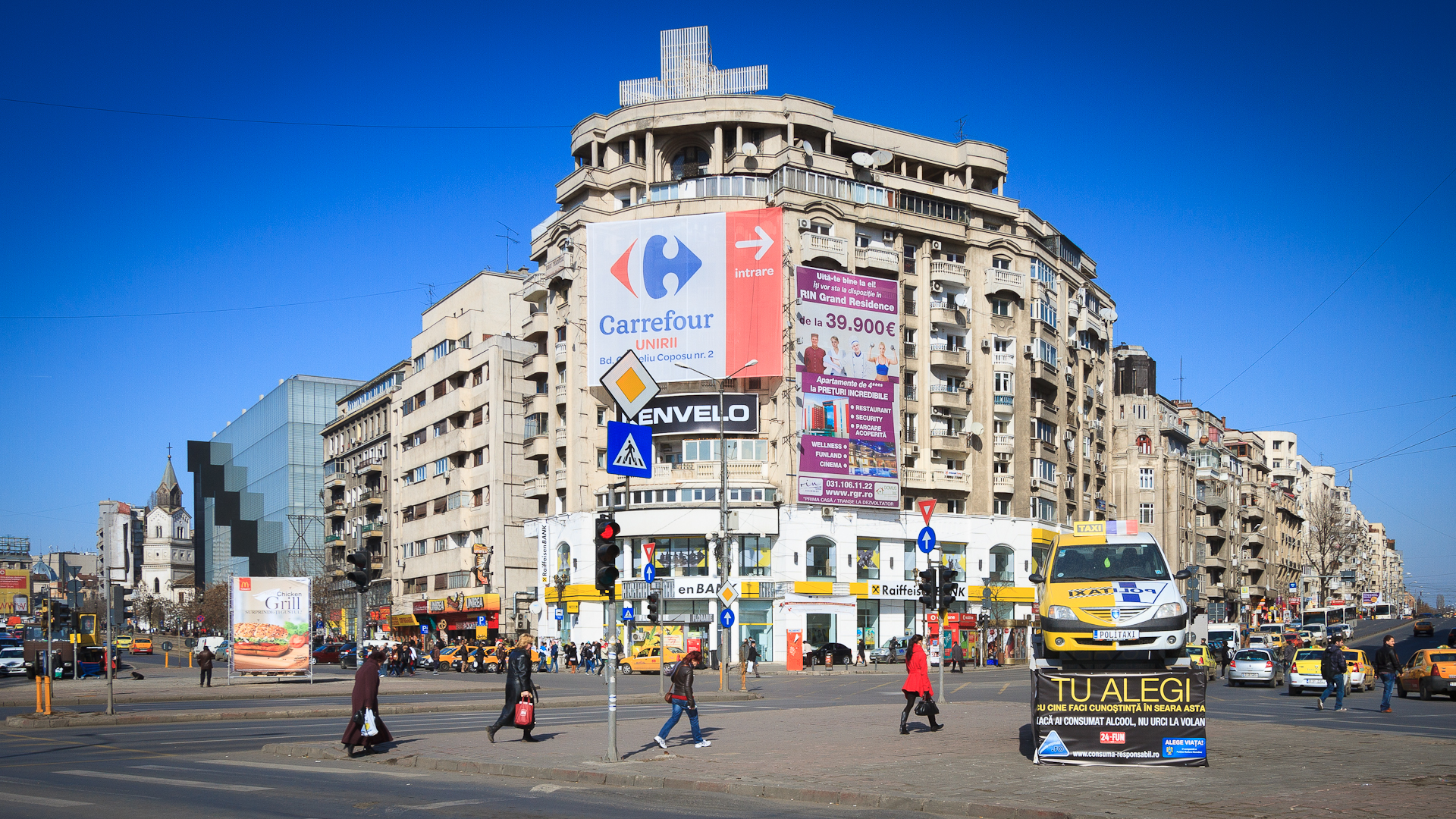
Bulevardul Ion C. Brătianu la intersecţia cu Piaţa Unirii

## Legături externe
- Bulevardul Ion C. Brătianu la Flickr.com
- Bulevardul Ion C. Brătianu la Google maps - street view